# Sick Individuals
Sick Individuals est un duo de disc jockeys néerlandais, composé de Joep Smeele et  Rinze Hofstee, formé en 2010.
Fortement influencés par les Daft Punk, les Bingo Players, ou encore la Swedish House Mafia, le duo a notamment collaboré avec Axwell pour son label Axtone Records, et également avec Dannic sur la chanson Blueprint. Les deux chansons atteignirent rapidement la première place du Top 100 sur la plate-forme de téléchargement numérique Beatport, et sont les deux plus grands succès du duo.
Des singles comme Lost & Found et Made for This ont accru la notoriété du groupe à l'international, faisant parfois quelques apparitions dans les charts nationaux.
De nombreux artistes ont été remixés par le duo néerlandais, comme Avicii avec Addicted to you, Flo Rida avec How I Feel, mais aussi Rihanna, Tiësto, NERVO, Icona Pop ou encore David Guetta.

## Biographie
Respectivement nés en 1990 et 1988, Joep Smeele et Rinze Hofstee sont les deux membres du groupe depuis sa formation en 2010.
Les deux néerlandais se sont rencontrés en 2008 à Hilversum, aux Pays-Bas, alors qu'ils étudiaient dans un établissement spécialisé dans les études musicales.
Après avoir composé pour la télévision durant les années 2000, Joep & Rinze se sont trouvé une passion naissante pour la musique électronique, et c'est ainsi que les Sick Individuals furent nés.
Aujourd'hui, le duo est considéré comme la relève néerlandaise du style progressif, tout comme de nombreux jeunes artistes tels que Vicetone et Laidback Luke.

## Discographie

### Singles
| Année | Titre                                        | Label               |
| ----- | -------------------------------------------- | ------------------- |
| 2010  | Over & Done                                  | Cloud 9             |
| 2010  | Stranger (avec Simoon)                       | Cloud 9             |
| 2010  | Future Love                                  | Sneakerz Music      |
| 2011  | The Funky House Anthem                       | Sneakerz Music      |
| 2012  | Might Not Be (avec Bass Robbers)             | Big & Dirty         |
| 2012  | Soldiers                                     | Big & Dirty         |
| 2013  | Free                                         | Big & Dirty         |
| 2013  | Spear                                        | Big & Dirty         |
| 2013  | Pepper                                       | Onelove             |
| 2013  | Lights of Neon                               | Onelove             |
| 2014  | Blueprint (avec Dannic)                      | Revealed Recordings |
| 2014  | Lost & Found                                 | Revealed Recordings |
| 2014  | Made For This                                | Revealed Recordings |
| 2014  | I AM (avec Taylr Renee et Axwell)            | Virgin EMI          |
| 2014  | Shock                                        | Cr2 Records         |
| 2014  | Rock & Rave                                  | Ultra               |
| 2014  | Wasting Moonlight                            | Armada Music        |
| 2014  | Olympia (avec Ariyan)                        | Doorn Records       |
| 2015  | Prime                                        | Doorn Records       |
| 2015  | Skyline                                      | Mainstage Music     |
| 2015  | Waiting For You (avec DBSTF)                 | Mainstage Music     |
| 2015  | Never Fade                                   | Armada Music        |
| 2015  | Feel Your Love (avec Dannic)                 | Revealed Recordings |
| 2015  | Drive                                        | Revealed Recordings |
| 2016  | Unstoppable (We Are)                         | TurnItUp Muzik      |
| 2016  | Into The Light (avec DBSTF)                  | Revealed Recordings |
| 2016  | Alive                                        | Revealed Recordings |
| 2016  | Take It On (avec jACQ)                       | Armada Music        |
| 2016  | Against All Odds                             | Armada Music        |
| 2016  | Mrs (avec Stevie Appleton)                   | The Bearded Man     |
| 2016  | HELIX (avec Holl & Rush)                     | Mainstage Music     |
| 2016  | People I Love                                | Thrive              |
| 2016  | Whistle                                      | Flamingo Recordings |
| 2017  | Focus                                        | Revealed Recordings |
| 2017  | Never Say Never                              | Revealed Recordings |
| 2017  | Walk Away (avec Greyson Chance)              | Revealed Recordings |
| 2017  | Everything                                   | Moon Records        |
| 2017  | FLOW (avec Mightyfools)                      | Armada Trice        |
| 2018  | Get Low (avec Hardwell)                      | Revealed Recordings |
| 2018  | KODI                                         | Revealed Recordings |
| 2018  | Symphony (avec Nevve)                        | Revealed Recordings |
| 2018  | Reaction (avec Jewelz & Sparks)              | Revealed Recordings |
| 2018  | The Key                                      | Maxximize Records   |
| 2018  | Writing On The Wall (avec Jason Walker)      | Proximity           |
| 2018  | Easy (avec MPH)                              | One Seven Music     |
| 2018  | Beautiful Place                              | One Seven Music     |
| 2019  | Scars (avec Cub Rayan)                       | One Seven Music     |
| 2019  | We Got It All (avec MPH)                     | One Seven Music     |
| 2019  | Wait For You (avec Matluck)                  | One Seven Music     |
| 2019  | Right Next To You (avec Kepler)              | One Seven Music     |
| 2019  | Fallin'                                      | One Seven Music     |
| 2019  | Luna                                         | Revealed Recordings |
| 2019  | Humans (Let Me Love You) (avec April Bender) | Revealed Recordings |
| 2019  | Not Alone (avec Justin Prime et Bymia)       | Revealed Recordings |
| 2019  | I'll Be Here For You                         | Revealed Recordings |

### Remixes
| - Avicii – Addicted To You - Flo Rida – How I Feel - Jerome Isma-Ae – Hold That Sucker Down - Timeflies – I Choose U - Rihanna & David Guetta – Right Now - Savoy – We Are The Sun - Roberto Da Costa feat Daphne Koo – Excited - Dave Aude feat Irina – One Last Kiss - Hook N Sling & NERVO – Reason - Someday – You're in my Head - Icona Pop – I Love It - Qulinez – Troll - Korr A – Firecracka - Lost Witness – Our Suns Rising - Nelly Furtado – Spirit Indestructible - Kevin Scott – Junp All Night - Marco V – GOHF - Nelly Furtado – Big Hoops - Nire Alldai – Hella Bad - Conor Mayard – Vegas Girl - Jenny Andrews – Unhappy Ending - DJ Pauly D – Night of My Life | - Alex Sayz & Nadia Ali – Free To Go - Zander Bleck – Temptation - JB ft. Far East Movement – Live My Life - Victoria Aitken – Weekend Lover - DJ Jean – Every Single Day - Tiesto – Bleckentrommel - Hoxton Whores, MelleeFresh – Let's Get Dirty - Nu Soul Family – This Is for My People - Go Back to the Zoo – Hey DJ - Kato – Celebrate Life - Laurent Simeca – On Fire - Freestylers – Cracks - Steve Edwards, Louis Botella & Joe Smooth – Promised Land - Flo Rida – Good Feeling - Natalia Kills ft. Wil.i.am – Free - Josh The Funky 1 – Love The World - Tuccillo & Patty Pravo – La Bambola - Irad Brant – We Must Go On - Housequake – Give A Little Love - Dark Matters feat. Jessie Morgan – Miracles - Franky Rizardo – Flute Test - Carlos Silva feat. Nelson Freitas & Eddy Parker – Mystery | - DJ Raymundo – Come On - Melvin Reese – All Day All Night - Graffiti6 – Stare in to The Sun - Nicky Romero – Growl - Soltrenz Soundstage, Kelvin Scott – Jump All Night - NSF – It's Whatever You Want - Melleefresh vs. Deadmau5 – BRH - Melvin Reese ft. Sunnery James & Ryan Marciano – Lift U Up - Mayra Verónica – Mama Mia - Irina – One Last Kiss - Leah Labelle – Lolita - Vox Halo feat. LaDolla – Criminal - Asher Monroe – Here With You - Danny Avila – Breaking Your Fall - Dimitri Vangelis & Wyman ft. Jonny Rose – Pieces of Light - Tough Love feat Ginuwine – Pony |